# Eupogonius comus
Eupogonius comus är en skalbaggsart som beskrevs av Bates 1885. Eupogonius comus ingår i släktet Eupogonius och familjen långhorningar. Inga underarter finns listade i Catalogue of Life.